# Список населённых пунктов городского округа Нижний Новгород
табл. 49 
| Образование         | Населённые пункты в составе образования                                                                                         |
| ------------------- | --- |
| Московский район    | п. Березовая Пойма входит в состав Берёзопойменского сельсовета — административно-территориального образования в составе района |
| Нижегородский район | д. Новая сл. Подновье к. п. Зелёный город — административно-территориального образование в составе района                       |
| Приокский район     | д. Бешенцево д. Ближнеконстантиново д. Ляхово д. Мордвинцево д. Ольгино п. Луч                                                  |
| Советский район     | д. Кузнечиха д. Новопокровское п. учхоза «Пригородный»                                                                          |